# Smilax velutina
Smilax velutina är en enhjärtbladig växtart som beskrevs av Ellsworth Paine Killip och Conrad Vernon Morton. Smilax velutina ingår i släktet Smilax och familjen Smilacaceae. Inga underarter finns listade.